# Тавежня
Тавежня (укр. Тавежня) — село, 
Тавежнянский сельский совет,
Сахновщинский район,
Харьковская область.
Код КОАТУУ — 6324886501. Население по переписи 2001 года составляет 299 (141/158 м/ж) человек.
Является административным центром Тавежнянского сельского совета, в который, кроме того, входят сёла
Зелёное,
Скиртяное,
Судиха и
Шевченково.

## Географическое положение
Село Тавежня находится на расстоянии в 1 км от реки Вшивая (правый берег) и в 2,5 км от реки Орель (правый берег).
На расстоянии в 2 км расположено село Скиртяное.

## История
- 1887 — дата основания.

## Экономика
- Молочно-товарная ферма.
- «Им. Шевченко», сельскохозяйственное ООО.

## Достопримечательности
- Братская могила советских воинов.